# Gerolzhofen

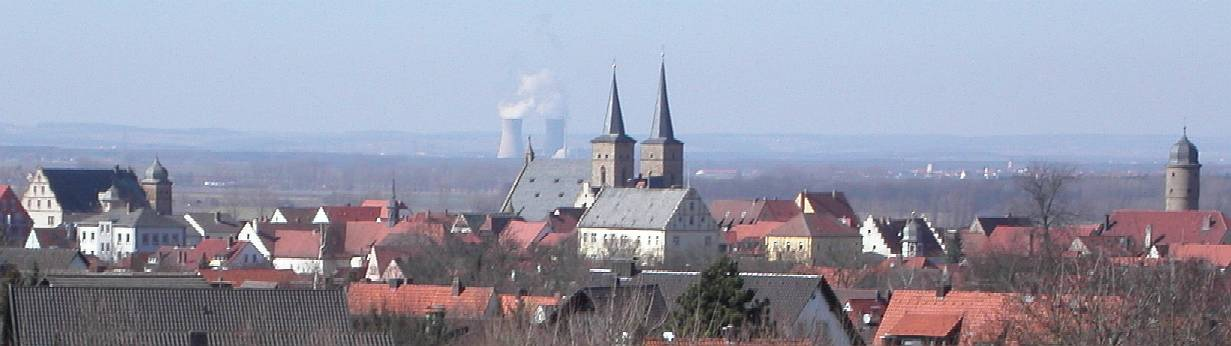
Gerolzhofen

Gerolzhofen este un oraș din Franconia Inferioară, landul Bavaria, Germania.